# 栗原奨太
栗原奨太（くりはら しょうた、1993年4月11日 - ）は、日本のバスケットボール選手。

## 経歴
群馬県出身。前橋育英高等学校から日本大学を経て群馬クレインサンダーズに所属し、2018年に退団。